# Luna E-8-5M No.412
A Luna E-8-5M No.412, também conhecida como Ye-8-5M No.412 e identificada pela NASA como Luna 1975A, foi uma das oito missões usando a plataforma E-8-5, para o Programa Luna (um projeto soviético), tinha como objetivo, efetuar pousos suaves na Lua e recolher e retornar amostras de solo lunar para a Terra.
A Luna E-8-5M No.412, pesando 5.600 kg, foi lançada as 04:04:56 UTC de 16 de Outubro de 1975, por um Proton-K/Bloco-D, a partir da plataforma 81/24 do cosmódromo de Baikonur. A sua intenção, era efetuar um pouso suave na Lua, e lá efetuar uma missão de retorno de amostra, perfurando, recolhendo e retornando algumas gramas de solo lunar.
Uma falha no estágio superior do foguete não permitiu à espaçonave atingir a órbita de espera pretendida.
Esta foi a segunda das missões de retorno de amostra de solo lunar a usar a versão modificada de plataforma, chamada E-8-5M, projetada para uma perfuração mais profunda. Enquanto a Luna 16 e a Luna 20 retornaram amostras retiradas a cerca de 35 cm da superfície, esse novo modelo poderia chegar a profundidade de 2,5 m.